# Heinrich Gutersohn

Heinrich Gutersohn (1958)

Heinrich Gutersohn (* 14. Oktober 1899 in Zürich; † 20. Oktober 1996 ebenda) war ein Schweizer Geograph.
Nach einer Ausbildung zum Lehrer war Gutersohn zunächst als Versicherungsmathematiker, von 1927 bis 1941 als Sekundarlehrer in Zürich tätig. Daneben studierte er Geographie, 1931 wurde er an der Universität Zürich promoviert, 1936 folgte die Habilitation. Von 1941 bis 1971 war Heinrich Gutersohn ordentlicher Professor an der ETH Zürich.
Gutersohn war Vorsteher des Instituts für Orts-, Regional- und Landesplanung der ETH, Mitglied der Eidgenössischen Kommission für die Planung des Nationalstrassennetzes sowie Mitglied der Schweizerischen UNESCO-Kommission.
Die Universität Genf ernannte ihn 1966 zum Ehrendoktor.